# تحالف الوسط
تحالف الوسط كان تحالفًا انتخابيًا وسطيًا في مصر، تكون من حزب الحضارة وحزب الوسط. ضم التحالف في الأصل المزيد من الأحزاب، بما في ذلك: حزب الصرح المصري، حزب غد الثورة، حزب الفضيلة، حزب الأصالة، حزب مصر القوية، حزب الإصلاح والنهضة وحزب التيار المصري. أصبح حزب الوسط جزءًا من التحالف المناهض للانقلاب، على الرغم من انسحابه من التحالف في 28 أغسطس 2014.